# 군산동고등학교
군산동고등학교(群山東高等學校)는 대한민국 전북특별자치도 군산시 개정동에 있는 공립 고등학교이다.

## 학교 연혁
- 1962년 3월 7일 : 군산 동고등학교 설립 인가 (6학급)
- 1962년 4월 7일 : 군산 동고등학교 개교(초대 교장 정찬홍)
- 1978년 11월 30일 : 24학급 편성 승인
- 1992년 6월 25일 : 신축교사(개정동 171번지)로 이전
- 1998년 3월 1일 : 공립학교 전환
- 2002년 9월 1일 : 중·고 校舍 분리
- 2022년 9월 1일 : 제24대 김수영 교장 부임
- 2024년 2월 2일 : 제60회 졸업(졸업생 188명, 총계 16,685명)
- 2024년 3월 4일 : 신입생(211명) 입학

## 참고 자료
- 군산동고등학교 - 한국교육학술정보원 학교알리미